# 瓦勒度派
瓦勒度福音教會（Waldensian Evangelical Church）屬於瓦勒度派（Waldensians、Waldenses或作Vaudois），也譯作韋爾多派、瓦爾多派、華爾多派、瓦燈派，是約從中世紀興起的基督教教派。在教義上接近約翰·加尔文的歸正宗，以上帝的聖言為信仰和生活的唯一準則。它被當時的天主教會視為異端，也因此受到大迫害。現在它被新教視為宗教改革的先聲。

## 歷史
根據天主教對他們的研究，認為瓦勒度派的源起已無法考證，可能是源自意大利的古代信徒，甚可追溯到使徒時代。「瓦勒度派」這個名稱可能是由在里昂一位名叫彼得·瓦勒度的富商，在1175年左右歸信基督，他捨棄家財、效法基督的榜樣，過著貧窮的傳道生活。他把拉丁文的新約聖經翻譯為家鄉語，成為他佈道的基礎。他將與他同樣過獻身生活的男女集合起來，教導他們明白聖經，讚揚貧窮為美德，並且過著真實貧窮的生活。在家中聚會，遊行傳道、凡物公用（徒二：44），他的友人都一致認為瓦勒度真正做到了「使徒貧乏」且這團體自稱為「虛心的人」。此行為對當時教會中普遍奢華和放縱的生活無疑是一種諷刺，以致於激怒了當時的教宗。
1179年，有兩個瓦勒度派出現在第三次拉特朗大公會議，並且請求教宗能夠承認他們的那種生活，而且能夠准許他們繼續講道。經過審慎的考慮之後，教宗還是決定開除了他們的教籍，並被禁止講解聖經。然而瓦勒度的回應則是更加地熱心講道，將教會應負的責任擔在自己的肩上，這是中世紀許多異議人士所共有的特點。
這一次教宗路爵三世忍無可忍，索性下令將瓦勒度派判為異端，交由裁判所加以消滅。這一次瓦勒度派的信徒們的回應方式是逃走，並不與國教正面衝突，他們往倫巴底和普羅旺斯發展，所以他們在地理上和教義上都擴展得極其廣大，甚至在1218年於義大利的貝爾加莫召開大會，討論法國瓦勒度派和倫巴底之間教義上的歧見。
1229年，土魯斯會議宣佈禁止平信徒購買《聖經》、聖經譯本（針對瓦勒度派等「異端」而起的嚴格規定），並組成異端裁判所，瓦勒度派在十三世紀末是歐洲最常受迫害的一個運動。1398年，被指控放棄傳統教會各種儀式、有形設備、用方言講道。
1488年，在皮埃蒙特等地受到攻擊。1532年，瓦勒度派傳道人接納歸正教會的實施方言翻譯聖經，因為此一會議的決定，觸怒教廷，意大利軍隊入侵。1560年，由1559年高卢信条，摘要一信條呈都灵公爵。從這時期開始被視為歸正宗的一個自立支派。
1655年，皮埃蒙特地區該派信徒在復活節清晨被騙遭大屠殺。1685年，遭法王路易十四世派軍屠殺，僅留存二百多人。1686年，餘民離開意大利移民瑞士阿爾卑斯山。1814年，在意大利北部獲得宗教自由。1870年，因普世宗教自由原則在意大利得以生存。

## 教義
瓦勒度派的教義在一開始起創的時候，是相當簡單的，與其他信仰一樣，越到了後來就越來越複雜，尤其是到了中世紀以後，還有了一些改變，教會認定瓦勒度派為異端之中最大的部分就是他撇棄了大公教會，因為他們認為，教會在第四世紀就已經失去了他的實際面，與當初跟隨使徒的教會已經不一樣了，已經世俗化了。
被當時認定為異端的另一個原因，是因為他們未經天主教聖職人員就私自講解聖經，以及瓦勒度派不要這些聖職人員在他們當中，因為瓦勒度派主張回歸聖經，聽從並領悟神的話，並以基督為信仰的獨一中心。他們沒有主教或教宗，拒絕一切人為的信條，並堅持平信徒有權利照著聖經傳揚福音。而當時天主教會認為能講解聖經並且傳揚福音的只有繼承使徒職分的聖職人員，所以因著以上兩點，瓦勒度派就被稱之為異端了。
大約在1320年法國有一位有名的裁判官伯納德基伊寫了一篇論文，就是針對瓦勒度派的教義所做的批判，但是這篇文章也讓我們能更瞭解到瓦勒度派的教義：
1. 瓦勒度派否認教宗的權威，認為傳揚福音以及講解聖經是每一個人都可以做的，尤其他們堅信他們是不受教宗以及革除教令的支配。
2. 他們除了認罪、告解以及聖餐禮之外，其他天主教的聖事（聖禮）他們都否定掉，並且不會對這些的聖禮重新做解釋。並且他們的聖餐是所有瓦勒度派的男女都可以主持，並不是像當時的教會一樣，只有聖職人員可以主持。瓦勒度派每年只有一次聖餐。
3. 他們強調新約，遵守星期日、聖母瑪利亞節日以及主禱文以外，其他天主教所設立的節日、節期和祈禱一律不遵守，因為他們認為不符合新約的教導是天主教為了人所設立的。
4. 瓦勒度派認為貧窮為靈魂得救的必要條件，反對擁有私人財產，所以要變賣所有的貨物及資產，其變賣的所得要救濟窮人，自己則要靠著施捨生存。
5. 瓦勒度派拒絕發誓，除非發生非常特殊的狀況，因為他們在聖經中發現，聖經是反對發誓的。
6. 他們否定煉獄，所以他們也否認天主教對於施捨以及為死者祈禱的教義。因為沒有地獄所以不需要向死人祈禱，同樣的理由，他們也拒絕向聖者的圖像、聖像、聖物以及十字架敬拜與祈禱。
7. 他們堅持講道要用當地的方言，到如今還是一樣。瓦勒度派的組織在當時相當簡單，分為完人以及普通信徒，這樣的組織區分在迦他利派中也能找到，對於完人他們的要求就更嚴格、更儉樸。

雖然瓦勒度派的教義與反對教（新教）極為相似，但嚴格來說，瓦勒度派並不是反對教，因為他們從來不屬於天主教，更談不到反對天主教。這和一些因著天主教的腐敗而脫離的反對教派是很不一樣的。

## 分佈

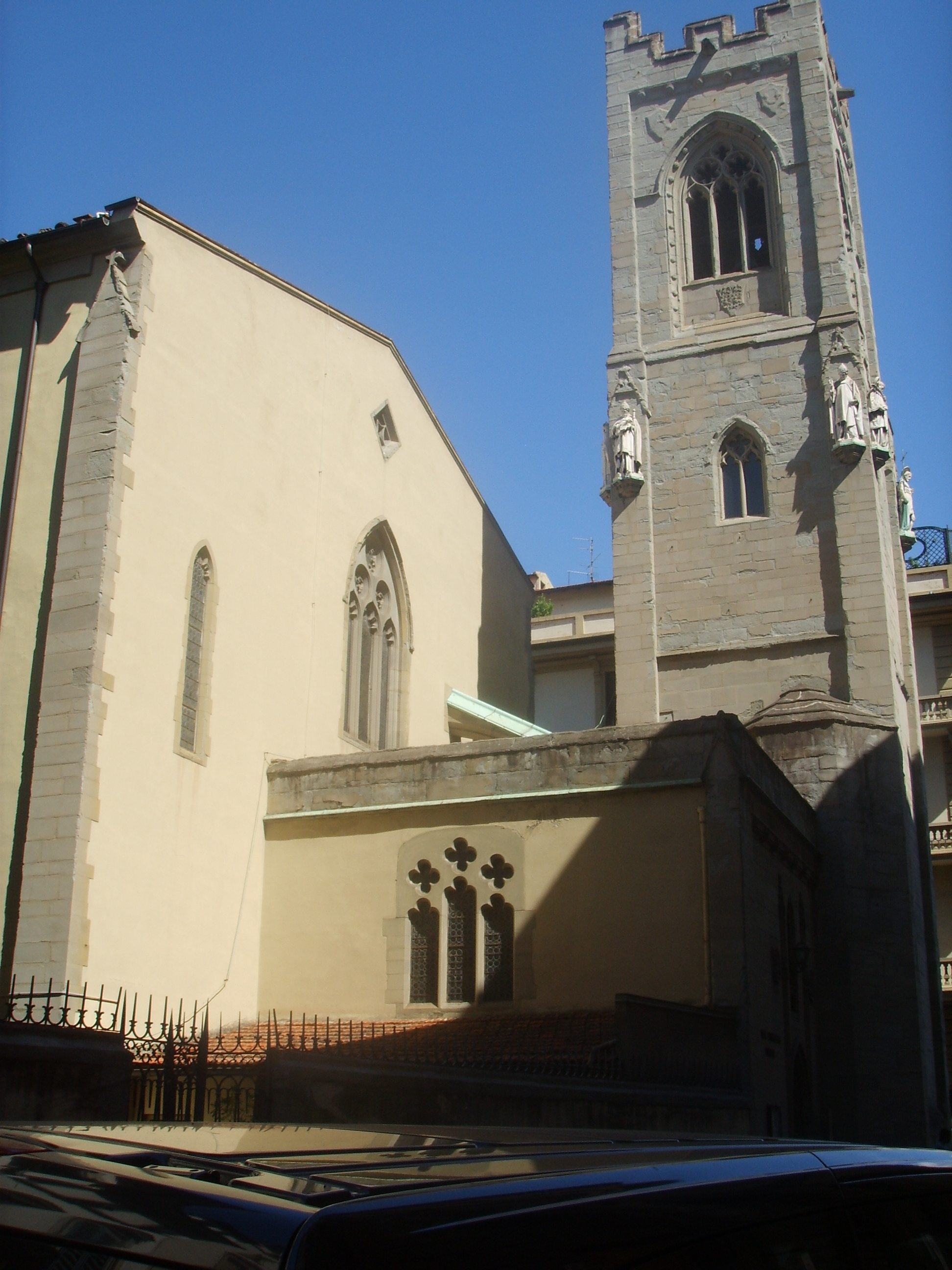
瓦勒度派教堂 (佛罗伦萨)

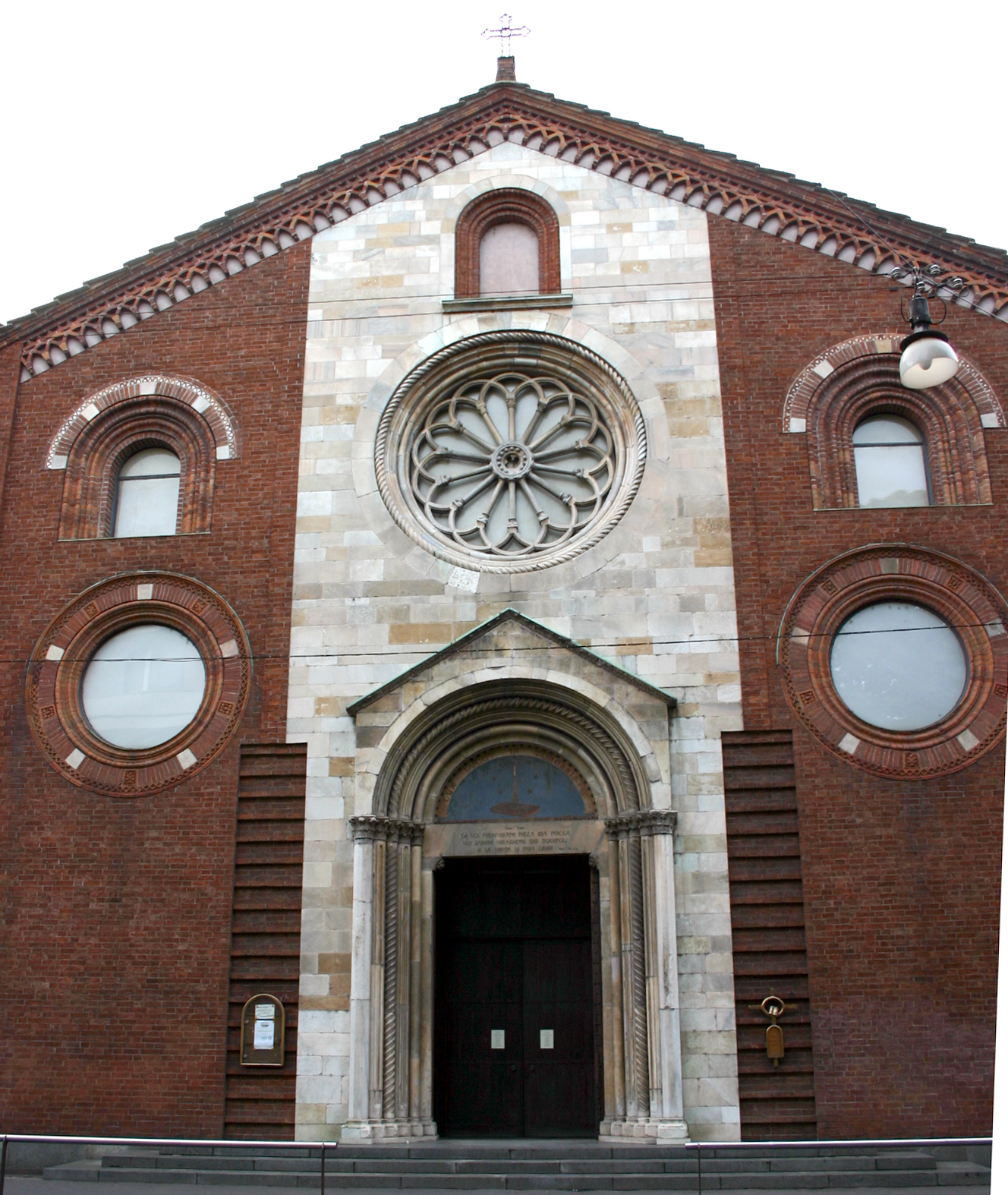
瓦勒度派教堂 (米兰).

瓦勒度派雖然在整個歐洲都有勢力範圍，但是在中歐以及東歐是瓦勒度派興盛的地區。現今意大利本土約有瓦勒度派信徒二、三萬人美国北卡罗莱纳州瓦尔迪斯也有该派定居。

## 延伸閱讀
- Audisio, Gabriel, The Waldensian Dissent: Persecution and Survival, c.1170 - c.1570, (1999) Cambridge Medieval Textbooks. Cambridge: Cambridge University Press, ISBN 0-521-55984-7
- Cameron, Euan, The Waldenses: Rejections of Holy Church in Medieval Europe, (2001) ISBN 978-0631224976
- Muston, Alexis, The Israel of the Alps : a complete history of the Waldenses and their colonies : prepared in great part from unpublished documents, (1978) ISBN 0-404-16140-5
- Comba, Emilio, History of the Waldenses of Italy, from their origin to the Reformation, (1978) ISBN 0-404-16119-7

## 外部連結
- 【教會歷史】反對的傳統（續五）─瓦勒度派（Waldenses） - 主內分享
- 源自使徒時代的「瓦勒度派」─基督徒歷代豐富網 教會「歷史」 (二)  （页面存档备份，存于）
- 瓦勒度派：宗教改革前的「加爾文主義者」？─劉錦昌
- 第六篇　中世紀的逼迫（一）─兩千年教會歷史巡禮
- 瓦爾多一循道福音教會 - 朝聖地
- Chiesa evangelica valdese （页面存档备份，存于），意大利
- Iglesia Valdense （页面存档备份，存于），南美洲
- Waldenservereinigung （页面存档备份，存于），德國
- American Waldensian Society （页面存档备份，存于），北美洲
- Waldensian Presbyterian Church，瓦勒度派，美國北卡羅來納州
- Town of Valdese，美國南卡羅來納州
- The Waldensians，一位重浸派信徒對瓦勒度派信徒的看法
- The Waldenses: Catholic Encyclopedia （页面存档备份，存于），羅馬天主教要點的看法，出自 New Advent 出版的百科全書
- Waldensian History （页面存档备份，存于），一段簡短的概略，由 Ronald F. Malan, M.A.
- Janavel, Combats, Exil et Pouvoir d'un Grand Capitaine （页面存档备份，存于），Josué Janavel 傳記 (法文)